# Abgliophragma
Abgliophragma är ett släkte av svampar. Abgliophragma ingår i divisionen sporsäcksvampar och riket svampar.

## Arter
- Abgliophragma setosum